# Asota tigrina
Asota tigrina là một loài bướm đêm thuộc họ Erebidae. Loài này có ở Papua New Guinea.